# Kevin Schon
Kevin Schon (San Diego County, 7. veljače, 1958.), američki je glumac.

## Vanjske poveznice
- Kevin Schon na IMDB-u